# سیگما¹ خرچنگ
سیگما¹ خرچنگ یک ستاره است که در صورت فلکی خرچنگ قرار دارد.